# Ariston Thermo
Pour les articles homonymes, voir Ariston.

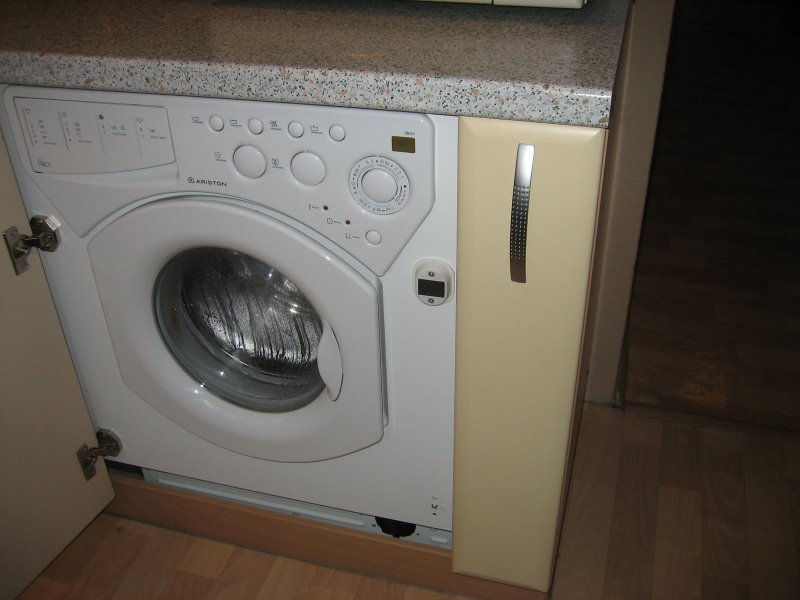
Une machine à laver de la marque.

Ariston Thermo est un groupe italien de matériel de chauffage et de production d'eau chaude. Le nom Ariston rappelle celui de son fondateur, Aristide Merloni, dont le nom en grec signifie « le meilleur ».

## Histoire et développement de la marque
La marque Ariston voit le jour dans le contexte du boom économique italien de l'après-guerre. Inspirée par le prénom de son fondateur, Aristide Merloni, elle est destinée à une large gamme de produits : machines à laver le linge, lave-vaisselle, réfrigérateurs (à partir de 1966), mobilier de salle de bains et de cuisine (Unibloc, fabriqué à partir de 1960), chauffe-eau électriques, chaudières. À partir de 1975, le nom Ariston sera utilisé aussi bien pour les produits électroménagers blancs (Ariston elettro domesctici) que pour le matériel sanitaire (Merloni Termo Sanitari).
La gamme électroménager, détenue par Indesit Company comprend : lave-linge, sèche-linge, lave et sèche-linge intégré, lave-vaisselle, réfrigérateurs, congélateurs, cuisines, plaques de cuisson, fours, micro-ondes et hottes aspirantes. En électroménager, la marque Ariston propose au consommateur une gamme variée d'appareils électroménagers, à un prix supérieur à ceux de la gamme Indesit. La marque Ariston détient une part du marché de l'électroménager d'environ 10 %, tout comme les produits portant le label Indesit[réf. nécessaire]. Au Royaume-Uni, les marques électroménager du groupe sont distribuées sous le nom Hotpoint, dont le groupe Indesit Company est propriétaire, et recueille 18 % des parts du marché, grâce à sa présence locale avec quatre sites industriels de production. En  France, le groupe Indesit est aussi propriétaire de la marque Scholtès, spécialiste français de fours à pyrolyse.
La gamme production d'eau chaude et chauffage, détenue par Ariston Thermo Group comprend notamment : chauffe-eau électriques à accumulation, chauffe-eau gaz, chaudières, chauffe-eau thermodynamiques, climatiseurs. 
En France, le groupe Ariston Thermo détient la marque Chaffoteaux-et-Maury depuis 2001, 
Ariston a été le sponsor de l'équipe Juventus Football Club durant toutes les années 1980. La marque est également connue pour des spots publicitaires marquants comme le « Ariston and on and on » au Royaume-Uni ou le spot sous-marin du lave-linge Aqualtis. Depuis 2008, en électroménager, les produits Ariston sont progressivement associés à la marque Hotpoint, qui remplace complètement Ariston depuis 2013. La marque Ariston est donc désormais réservée exclusivement aux produits de chauffage et de production d'eau chaude.